# Hymenoscyphus vitigenus
Hymenoscyphus vitigenus är en svampart som först beskrevs av De Not., och fick sitt nu gällande namn av Dennis 1964. Hymenoscyphus vitigenus ingår i släktet Hymenoscyphus och familjen Helotiaceae.   Inga underarter finns listade i Catalogue of Life.